# Beachyhead
Beachyhead is het debuutalbum van de Noordwijkse band The Heights. De plaat werd in eigen beheer opgenomen met Jan Schenk en Milan Ćirić en uitgegeven door Excelsior Recordings. Het artwork van het album werd verzorgd door striptekenaar Jeroen Funke van stripcollectief Lamelos.
Beachyhead is een conceptalbum met tien opzichzelfstaande nummers. Het album vertelt het verhaal van Sally en Johnny: "volwassen kinderen die alleen lijken te functioneren in een disfunctionele relatie".
De hoestekst van het album werd verzorgd door John Darnielle, de singer-songwriter van The Mountain Goats.

## Tracklist
1. A little bit of a
2. Beachyhead
3. I am the trip
4. Do you love yourself?
5. Watch my head explode
6. Clumsiness
7. River Phoenix
8. Let's talk about you & me
9. Cinnamon
10. Docklands

## Bandleden
- Naomi van der Ven - zang en gitaar
- Mark van Rijnberk - zang en basgitaar
- Dave van der Putten - tamboerijn en percussie
- Marc van der Holst - drums